# ジャック・ハウエル
ジャック・ロバート・ハウエル（Jack Robert Howell , 1961年8月18日 - ）は、アメリカ合衆国アリゾナ州ツーソン出身の元プロ野球選手（内野手）。右投左打。

## 経歴

### 来日前
1983年にカリフォルニア・エンゼルスと契約してプロ入り。
1985年、メジャー初昇格。ダグ・デシンセイの衰えもあって1987年に正三塁手となり、同年23本塁打。ヤンキー・スタジアムでの試合でバットを折りながらも打球を右中間スタンドに叩き込むほどパワーがあった。
1990年より出場数が減り、1991年途中にサンディエゴ・パドレスに移籍した。

### ヤクルト時代
1991年12月9日、ヤクルトスワローズに入団。
1992年シーズン当初は日本の野球になじめず、前半戦で8本塁打に終わるなど、その年限りとの噂が飛び交った。しかし、オールスター後では61試合出場で30本塁打と大爆発。結果的にシーズン38本塁打で本塁打王に輝くほか、首位打者も獲得し、ヤクルト14年ぶりのリーグ優勝に貢献、シーズンMVPも受賞することとなった。MVP受賞の会見で、「MVPは古田君が獲ると思っていた。この賞は彼にあげたい」とコメントした。
ちなみに後半戦の大爆発の要因としては、当時「オールスターゲーム期間中に伊勢孝夫打撃コーチとともに打撃フォームのチェックや日本の投手の癖などを研究した」と伝えられることが多かったが、後に伊勢は「実はバットを1インチ短いもの（35インチ→34インチ）に交換させた以外は何もしていない」と語っている。伊勢は前半戦のハウエルのスイングを見て、内角球に対しバットをうまくさばけず詰まって凡打に終わることが多かったことに着目し、「バットを短くすることでその問題が解消するのでは」と考えてバットを交換させたところ、それがピタリとはまり内角球をバットの芯でとらえられるようになったという。
ただし日本シリーズでは、第1戦第4打席の初安打の後、3試合連続計13打数ノーヒット、第3戦では石井丈裕に4打席4三振を喫するなど絶不調で、第5戦第2打席に渡辺久信から先制の3点本塁打を放ち、第6戦7回裏に鹿取義隆から同点ソロ本塁打を放つなどしたものの、第7戦では再び石井に5打数無安打3三振に抑えられるなど、結局30打数4安打.133に終わり、チームも日本一を逃した。なお、7戦合計で16三振を記録したが、これは2021年の日本シリーズ終了時点においても、1回の日本シリーズにおける個人の最多三振記録である。
1993年は、数字的には前年よりも劣ることとなったが、勝負強さは前年より増しており、当時日本記録だった1シーズンサヨナラホームラン3本を軽く塗り替える5本のサヨナラ弾を打ち込み、ヤクルトの15年ぶりの日本一の立役者となった（ちなみに、ヤクルトのチーム全体でもサヨナラ勝利14回、サヨナラホームラン9本という日本記録を打ち立てている）。
同年6月8日の対巨人戦の初回表、巨人先発・宮本和知が古田に死球すれすれの球を2球投げ、3球目も内角を投げたところ死球になってしまい、両チームがベンチから飛び出し睨み合いとなった。更に次の打者広沢克己がフェンス直撃のヒットを放ち一塁ランナーの古田が一気にホームを狙ったがクロスプレーでタッチアウト。そのクロスプレーでタッチの際に捕手の吉原孝介がスライディングした古田に対して報復とばかりにタッチを連発。それに対し（広澤の）次の打者のハウエルが吉原に詰めより激怒、遂に両チーム総出の大乱闘に発展してしまう。ハウエル、吉原は乱闘の当事者として共に退場処分となった。また乱闘の際にハウエルが当時巨人のコーチであった中畑清にヘッドロックをかけられているシーンが珍プレー番組で取り上げられた。尚、その前の試合6月6日対広島戦では本塁でクロスプレーとなった池山隆寛が西山秀二に殴られると乱闘に発展して西山の頭を抑え込んでいた。
1994年は、相手球団の投手から徹底的にマークされ、シーズン当初から不振に悩まされる。徐々に慕っていた、当時の監督野村克也との関係は険悪になっていった。さらにはアメリカ本国の夫人から離婚訴訟を提起されるなど、公私ともに絶不調を極め、シーズン終了後の同年11月8日に退団（事実上の解雇）が発表された。

### 巨人時代
1994年オフに当時のライバルチームと言われていた読売ジャイアンツが契約を持ちかけ、ハウエルはこれに同意し12月13日入団が決まった。FA宣言していた同僚の広沢とともに、ヤクルトから巨人へ移籍することとなった。
1995年シーズンはまずまずの成績を残していたものの、離婚訴訟が本格化し7月にアメリカに帰国し、そのまま8月19日に退団が発表され自由契約となった。

### 帰国後
1996年に古巣であるエンゼルスへ復帰した。
1997年、日本からエンゼルスに渡った長谷川滋利の初登板（初先発）の試合では指名打者としてラインアップに名を連ねた。
1998年にヒューストン・アストロズに移籍し、1999年限りで現役引退した。

### 現役引退後
2002年にアリゾナ・ダイヤモンドバックス傘下ルーキー級ミズーラ・オスプレイの監督に就任。
2009年途中から2010年までアリゾナ・ダイヤモンドバックスの打撃コーチを務めた。
2018年からはロサンゼルス・エンゼルス傘下A級バーリントン・ビーズの監督を務めた。その後もエンゼルス傘下マイナーの監督を歴任しており、2021年からはA-級インランド・エンパイア・66ersの監督、2022年からはA+級トリシティ・ダストデビルズの監督を務めている。

## 詳細情報

### 年度別打撃成績
| 年 度     | 球 団     | 試 合 | 打 席 | 打 数 | 得 点 | 安 打 | 二 塁 打 | 三 塁 打 | 本 塁 打 | 塁 打 | 打 点 | 盗 塁 | 盗 塁 死 | 犠 打 | 犠 飛 | 四 球 | 敬 遠 | 死 球 | 三 振 | 併 殺 打 | 打 率 | 出 塁 率 | 長 打 率 | O P S |
| --------- | --------- | ----- | ----- | ----- | ----- | ----- | -------- | -------- | -------- | ----- | ----- | ----- | -------- | ----- | ----- | ----- | ----- | ----- | ----- | -------- | ----- | -------- | -------- | ----- |
| 1985      | CAL       | 43    | 158   | 137   | 19    | 27    | 4        | 0        | 5        | 46    | 18    | 1     | 1        | 4     | 1     | 16    | 2     | 0     | 33    | 1        | .197  | .279     | .336     | .615  |
| 1986      | CAL       | 63    | 175   | 151   | 26    | 41    | 14       | 2        | 4        | 71    | 21    | 2     | 0        | 3     | 2     | 19    | 0     | 0     | 28    | 1        | .272  | .349     | .470     | .819  |
| 1987      | CAL       | 138   | 511   | 449   | 64    | 110   | 18       | 5        | 23       | 207   | 64    | 4     | 3        | 1     | 2     | 57    | 4     | 2     | 118   | 7        | .245  | .331     | .461     | .792  |
| 1988      | CAL       | 154   | 558   | 500   | 59    | 127   | 32       | 2        | 16       | 211   | 63    | 2     | 6        | 4     | 2     | 46    | 8     | 6     | 130   | 8        | .254  | .323     | .422     | .745  |
| 1989      | CAL       | 144   | 533   | 474   | 56    | 108   | 19       | 4        | 20       | 195   | 52    | 0     | 3        | 3     | 1     | 52    | 9     | 3     | 125   | 8        | .228  | .308     | .411     | .719  |
| 1990      | CAL       | 105   | 366   | 316   | 35    | 72    | 19       | 1        | 8        | 117   | 33    | 3     | 0        | 1     | 2     | 46    | 5     | 1     | 61    | 3        | .228  | .326     | .370     | .696  |
| 1991      | CAL       | 32    | 92    | 81    | 11    | 17    | 2        | 0        | 2        | 25    | 7     | 1     | 1        | 0     | 0     | 11    | 0     | 0     | 11    | 1        | .210  | .304     | .309     | .613  |
| 1991      | SD        | 58    | 179   | 160   | 24    | 33    | 3        | 1        | 6        | 56    | 16    | 0     | 0        | 1     | 0     | 18    | 1     | 0     | 33    | 1        | .206  | .287     | .350     | .637  |
| '91計     | SD        | 90    | 271   | 241   | 35    | 50    | 5        | 1        | 8        | 81    | 23    | 1     | 1        | 1     | 0     | 29    | 1     | 0     | 44    | 2        | .207  | .293     | .336     | .629  |
| 1992      | ヤクルト  | 113   | 435   | 387   | 67    | 128   | 21       | 1        | 38       | 265   | 87    | 3     | 3        | 0     | 1     | 41    | 2     | 6     | 86    | 10       | .331  | .402     | .685     | 1.087 |
| 1993      | ヤクルト  | 121   | 495   | 396   | 72    | 117   | 15       | 1        | 28       | 218   | 88    | 3     | 1        | 0     | 8     | 86    | 6     | 5     | 83    | 8        | .295  | .420     | .551     | .971  |
| 1994      | ヤクルト  | 105   | 431   | 363   | 54    | 91    | 14       | 0        | 20       | 165   | 56    | 4     | 7        | 0     | 3     | 62    | 4     | 3     | 74    | 5        | .251  | .362     | .455     | .816  |
| 1995      | 巨人      | 66    | 258   | 219   | 35    | 61    | 10       | 0        | 14       | 113   | 41    | 1     | 1        | 0     | 0     | 37    | 2     | 2     | 66    | 2        | .279  | .388     | .516     | .904  |
| 1996      | CAL ANA   | 66    | 136   | 126   | 20    | 34    | 4        | 1        | 8        | 64    | 21    | 0     | 1        | 0     | 0     | 10    | 0     | 0     | 30    | 3        | .270  | .324     | .508     | .831  |
| 1997      | CAL ANA   | 77    | 191   | 174   | 25    | 45    | 7        | 0        | 14       | 94    | 34    | 1     | 0        | 1     | 3     | 13    | 2     | 0     | 36    | 4        | .259  | .305     | .540     | .845  |
| 1998      | HOU       | 24    | 42    | 38    | 4     | 11    | 5        | 0        | 1        | 19    | 7     | 0     | 0        | 0     | 0     | 4     | 0     | 0     | 12    | 1        | .289  | .357     | .500     | .857  |
| 1999      | HOU       | 37    | 41    | 33    | 2     | 7     | 2        | 0        | 1        | 12    | 1     | 0     | 0        | 0     | 0     | 8     | 0     | 0     | 9     | 1        | .212  | .366     | .364     | .729  |
| MLB：11年 | MLB：11年 | 941   | 2982  | 2639  | 345   | 632   | 129      | 16       | 108      | 1117  | 337   | 14    | 15       | 18    | 13    | 300   | 31    | 12    | 626   | 39       | .239  | .318     | .423     | .742  |
| NPB：4年  | NPB：4年  | 405   | 1619  | 1365  | 228   | 397   | 60       | 2        | 100      | 761   | 272   | 11    | 12       | 0     | 12    | 226   | 14    | 16    | 309   | 25       | .291  | .395     | .558     | .952  |

- 各年度の太字はリーグ最高
- CAL（カリフォルニア・エンゼルス）は、1997年にANA（アナハイム・エンゼルス）に球団名を変更

### タイトル
NPB
- 首位打者：1回 （1992年）
- 本塁打王：1回 （1992年）

### 表彰
NPB
- 最優秀選手：1回 （1992年）
- ベストナイン：1回 （1992年、セ・リーグ三塁手）
- 月間MVP：2回 （1992年8月、1993年5月）
- 優秀JCB・MEP賞：1回 （1992年）

### 記録
NPB初記録
- 初出場・初先発出場：1992年4月4日、対阪神タイガース1回戦（明治神宮野球場）、6番・三塁手として先発出場
- 初安打：同上、7回裏に葛西稔から
- 初本塁打・初打点：1992年4月7日、対中日ドラゴンズ1回戦（ナゴヤ球場）、1回表に西本聖からソロ

NPB節目の記録
- 100本塁打：1995年7月23日、対中日ドラゴンズ17回戦（ナゴヤ球場）、6回表に山本昌広から逆転決勝3ラン　※史上182人目

NPBその他の記録
- サイクルヒット：1992年7月29日、対広島東洋カープ15回戦（明治神宮野球場）　※史上44人目
- シーズンサヨナラ本塁打5本：1993年　※NPB記録（サヨナラ安打5本はNPBタイ記録）
- オールスターゲーム出場：1回 （1993年）

### 背番号
- 16（1985年 - 1991年途中）
- 28（1991年途中 - 同年終了）
- 44（1992年 - 1994年）
- 40（1995年）
- 32（1996年 - 1997年）
- 36（1998年 - 1999年）
- 36（2009年 - 2010年）